# Abbaye de Vale Royal
L'abbaye de Vale Royal est un monastère cistercien situé dans la paroisse civile de Whitegate and Marton (Cheshire, Angleterre). L'abbaye est fondée en 1281 par déplacement d'une communauté éphémèrement implantée à Darnhall (en).
Fille de l'abbaye de Dore, Vale Royal se développe beaucoup plus considérablement que son abbaye-mère, car directement placée sous protection royale, au point de devenir le monastère le plus riche du Cheshire. Le bienfaiteur originel Édouard Ier projette en outre d'y faire construire la plus grande abbatiale cistercienne d'Angleterre. Néanmoins, il abandonne brusquement son projet et ses financements, laissant aux moines un monastère surdimensionné pour leur communauté et de lourds travaux inachevés.
Malgré sa richesse, l'abbaye n'abrite tout le long de son existence qu'une communauté relativement modeste, sauf aux tous débuts. L'abbaye est dissoute en septembre 1538, lors de la Réforme anglaise.

## Localisation et toponymie
L'abbaye de Vale Royal est située dans la vallée de la Weaver (en).

## Histoire

### Fondation à Darnhall
La fondation de la communauté de Darnhall (en) est due, selon les chroniques de l'abbaye, à un vœu prononcé par le futur Édouard Ier durant une traversée maritime périlleuse. Alors qu'il revenait de Terre sainte, probablement durant l'hiver 1263-1264, il est en effet pris dans une tempête en traversant la Manche. Il fait alors le vœu, s'il survit, de bâtir un monastère cistercien en Angleterre et de le doter suffisamment pour qu'une communauté forte de plus de cent moines puisse y demeurer à perpétuité. Ayant survécu, il tient parole, mais avec deux années de délai en raison de la seconde guerre des Barons qui déchire alors l'Angleterre. Durant cette guerre, Édouard est brièvement fait prisonnier. Ayant réussi à s'échapper, il est recueilli et réconforté par les moines de Dore.
L'abbaye de Darnhall est alors fondée dans la forêt de Delamere (en) en août 1270, et Édouard sollicite l'abbaye de Dore, en remerciement de leurs bons services passés, pour qu'elle envoie des moines peupler cette nouvelle fondation,.
Toutefois, les moines de Dore n'arrivent à Darnhall qu'en 1274. Le 13 août 1277, Édouard Ier pose la première pierre de l'autel et consacre l'abbaye à la Vierge Marie ainsi qu'à saint Nicolas. Entretemps, il est retourné en Terre sainte combattre Baybars et en rapporte, selon les chroniqueurs, un morceau de la Vraie croix qu'il donne à l'abbaye afin que cette relique lui serve à la fois de protection et de richesse. Rapidement, les cisterciens prennent conscience que le site convient mal à l'établissement d'une abbaye et recherchent une autre implantation plus favorable. Darnhall devient par la suite une simple grange de l'abbaye de Vale Royal,.

### Déplacement à Vale Royal
Le nouveau site, alors nommé Wetenhalewes, n'est distant de Darnhall que de quatre milles environ en direction du nord. Le transfert de 1281 est initialement prévu pour n'être que temporaire, mais le programme architectural d'Édouard en décide autrement. Il veut que Vale Royal, placée directement sous sa protection et non sous celle d'un de ses vassaux, soit la plus belle et la plus riche abbaye cistercienne du pays. Il prend ainsi en charge les coûts énormes de la construction, en particulier par le poste de l'église abbatiale. À cette époque, la taille totale de la communauté, moines et frères convers compris, est estimée à une centaine de personnes, soit un monastère relativement important. Cependant, après treize années de travaux, le souverain décide brusquement, pour des raisons inconnues, de mettre un terme à son soutien et de laisser tel quel le projet. Les moines héritent ainsi d'un projet démesuré, qui ne correspond ni à leurs moyens ni à leurs besoins, la communauté étant relativement réduite. Le plan initial prévu n'a sans doute jamais été réalisé dans sa totalité,,.

### Développement
En 1336, l'abbaye compte seulement vingt-et-un moines, et ce nombre stagne au cours du XIVe siècle. Vers le milieu de ce siècle, l'arrière-petit-fils d'Édouard Ier, Édouard de Woodstock dit « le Prince Noir », décide de compléter le programme architectural de son arrière-grand-père et projette de faire bâtir douze ou treize nouvelles chapelles dans le chœur de l'église, imitant en cela l'abside de la cathédrale Sainte-Marie de Tolède. Mais la violente tempête qui ravage le Cheshire en octobre 1360 provoque des dommages irréversibles à la nef. Plutôt que de tout rebâtir, une reconstruction plus modeste est envisagée, et menée sous le règne de Richard II. L'abbatiale de la fin du XIVe siècle est ainsi plus étroite et plus basse que le précédent édifice. On ne compte plus que dix-huit religieux en 1381,.

### Difficultés
L'abbaye rencontre des difficultés financières au début du XVe siècle. Celles-ci sont dus au contexte, notamment les troubles locaux et les litiges avec le voisinage, mais aussi à une gestion dégradée. Malgré tout, le monastère de Vale Royal reste notablement plus riche que ses voisins.

### Liste des abbés connus
- Walter est le premier abbé de la communauté de Darnhall ; les dates de son abbatiat sont incertaines ;
- John Champneys est nommé abbé en 1278 et attesté également en 1282 ;
- Walter de Hereford est attesté en 1294 ainsi que vers 1306 et à une date inconnue entre 1307 et 1313 ;
- John de Hoo est également attesté abbé en 1305 ainsi qu'en 1310, 1311 et 1314ou 1315 ;
- Richard de Evesham (ou Eynsham) est attesté abbé en 1316 et 1320 ;
- Peter est attesté à partir de 1322, ainsi que de 1328 à 1330, en 1336, 1337, enfin le 4 janvier 1339 ou 1340. Les chroniques le décrivent comme un homme avisé et prudent ;
- Robert de Cheyneston est attesté en 1340, 1341, 1343, et 1349 ;
- Thomas Ragon est attesté à de multiples reprises entre 1351 et 1366 et meurt durant l'été 1369, emporté par une résurgence de la Peste noire ;
- Stephen est attesté de 1373 jusqu'à 1401 ;
- Thomas est attesté en 1414 ;
- Une vacance du siège abbatial est mentionnée en 1428-1429 ;
- Henry Warrington est élu au terme de cette vacance, et attesté jusqu'en 1434 ;
- Thomas Kirkham est attesté en 1438 ou 1439 ainsi qu'en 1442, 1445, 1446 et 1451 ; par la suite, il est nommé évêque de Sodor et Man ;
- William Stratford est attesté en 1476, puis à de nombreuses reprises entre 1486 et 1500, puis entre 1510 et 1515 ;
- Entretemps, un nommé Richard est attesté abbé en 1505 ;
- John Buckley (ou Butler, voire Buttler ou Boteler) est attesté comme abbé en 1517, 1521 et 1523. En juin 1535, sa mort est annoncée ;
- John Harwood (ou Harware), dernier abbé, est attesté de 1535 à 1538. Après la Dissolution, il est encore en vie en 1546[7].

### Dissolution
Comme toutes les abbayes anglaises, l'abbaye de Dore est victime de la Réforme anglaise et est dissoute en septembre 1538. Puis le site est acquis par le commissaire royal Thomas Holcroft. Ce dernier commence par détruire l'abbatiale. Puis, avec les matériaux disponibles, il se fait construire un grand édifice, qui incorpore certains des éléments monastiques conservés, notamment des ailes occidentale et méridionale.

## Architecture

Plan de l'abbaye de Vale Royal.

Le site actuel ne comporte aucun reste du monastère originel, hors les fondations. Celles-ci sont protégées en tant que monument classé de grade II. Des fouilles préalables menées lors des travaux de l'actuelle résidence ont montré que de nombreux bâtiments utilitaires entouraient l'abbaye proprement dite, en particulier du côté ouest ; les hypothèses archéologiques récentes montrent que l'enceinte monastique, dont il ne reste rien, était probablement extrêmement vaste et allait, du côté nord-est, jusqu'à la rivière. Un complexe système d'adduction d'eau potable, d'évacuation des eaux usées et de drainage avait probablement été élaboré par les cisterciens. il comprenait entre autres un étang à poissons.

### Abbatiale

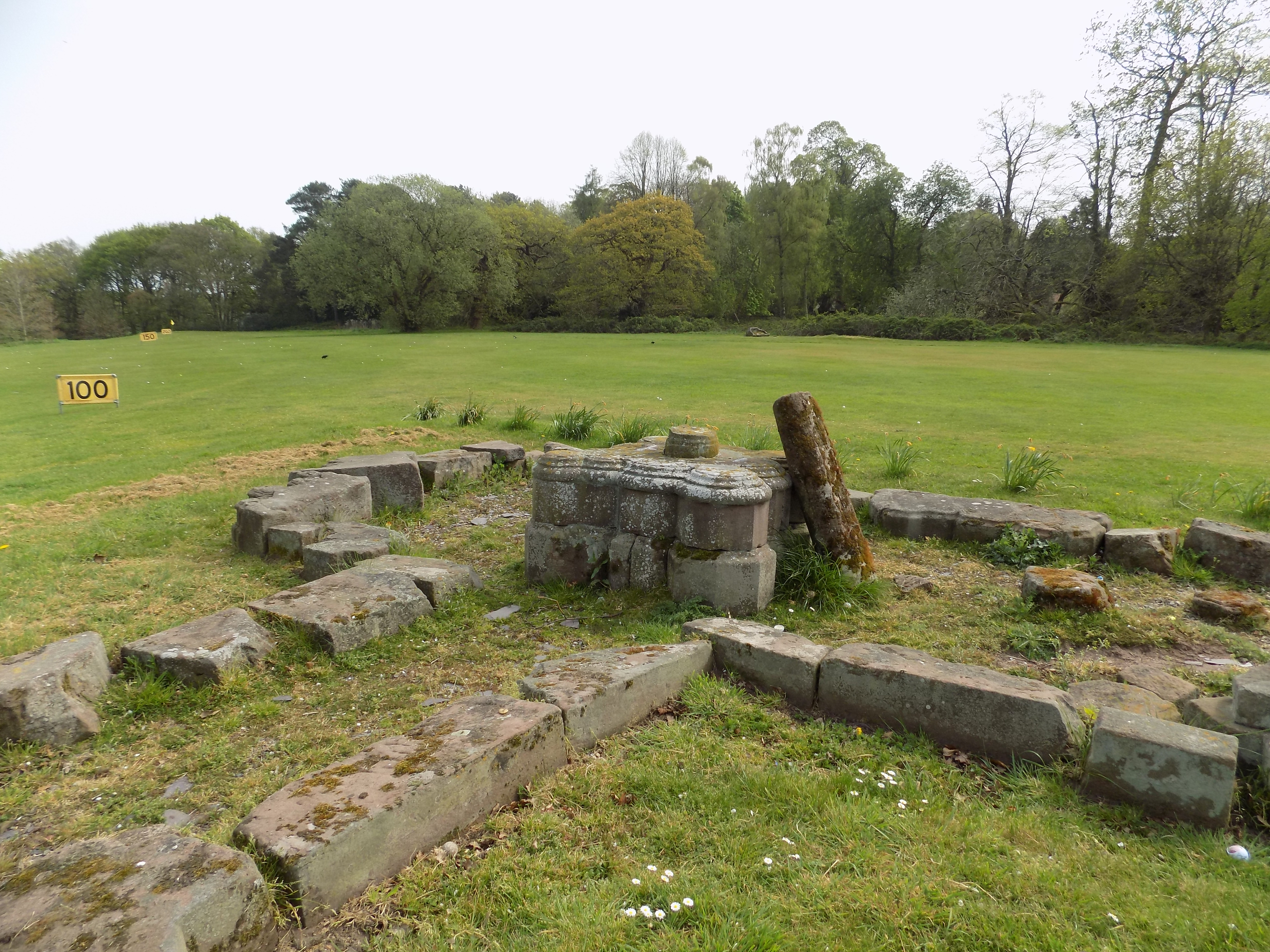
« Nun's grave », la matérialisation de l'ancien chœur de l'église abbatiale.

L'église abbatiale était la plus longue église cistercienne d'Angleterre, mesurant près de cent dix mètres de la façade à l'abside. Respectant presque l'orientation traditionnelle vers l'est, avec un très léger décalage vers le sud, elle occupait l'aile nord du cloître, mais en débordait largement à l'est comme à l'ouest. Le plan général était en croix latine, avec une tour centrale massive au-dessus de la croisée du transept, et peut-être deux autres tours plus modestes au-dessus de la façade occidentale. La nef était longue de dix travées, et flanquée de bas-côtés. Les deux branches du transept étaient symétriques, comportant chacune trois chapelles tournées vers l'est. Le chœur, contrairement aux usages architecturaux bernardins, était très profond, avec quatre travées pour le chœur proprement dit, plus l'arc de cercle de l'abside. Cette dernière comptait sept chapelles disposées le long d'un déambulatoire semi-circulaire.
Le chœur de l'ancienne abbatiale est encore matérialisé au XXIe siècle par une croix nommée localement « Nun's grave », soit « la tombe de la religieuse ». Il s'agit d'une croix d'époque, retrouvée postérieurement à la Dissolution, et installée sur un piédestal créé en rassemblant des blocs épars provenant de l'abbatiale.

### Le cloître et les bâtiments conventuels
Le cloître était un des plus vastes d'Angleterre, mesurant trente-neuf mètres de longueur par trente-cinq de largeur, selon un quadrilatère irrégulier. Il était entouré, selon le plan cistercien traditionnel, du bâtiment des moines à l'est, des communs au sud et du bâtiment des convers à l'ouest. Le bâtiment des moines comprenait en particulier la salle capitulaire, dont seules les fondations et une partie du dallage subsistent et ont été repréeées lors de fouilles. L'aile sud comprenait le réfectoire et la cuisine. Les ailes sud et ouest du monastère, incorporées après la Dissolution dans le nouveau manoir de Thomas Holcroft, ne sont pas concernées par la protection patrimoniale, ayant été largement modifiés par cette modification ainsi que par des travaux ultérieurs qui se sont poursuivis jusqu'au XIXe siècle inclus. En revanche, les bâtiments actuels incorporent une grande partie de matériau local arraché à l'église ou aux autres parties détruites de l'abbaye. Le centre du cloître n'a jamais été fouillé, mais il semblerait que des vestiges considérables y soient enfouis.